# Arthur Zimmermann
Arthur Zimmermann (Marggrabowa, 5 ottobre 1864 – Berlino, 6 giugno 1940) è stato un politico tedesco. Fu per breve tempo ministro degli esteri dell'impero germanico (Reich).

## Biografia
Dopo una vita politica vissuta all'ombra di importanti uomini politici tedeschi di fine Ottocento ed inizio Novecento, nell'agosto 1916, due anni dopo lo scoppio della prima guerra mondiale, venne nominato ministro degli esteri con lo scopo di migliorare le già tese relazioni con gli Stati Uniti, che, in seguito ai gravi incidenti che avevano visto i sommergibili tedeschi affondare navi statunitensi (caso Lusitania), erano molto fredde.
Fallite le offerte di pace rivolte agli alleati (ottobre 1916), rimasto coinvolto nell'affare del telegramma Zimmermann (che porta appunto il suo nome) nel febbraio-marzo 1917: nonostante una difesa abile delle sue posizioni, non poté impedire l'entrata in guerra degli Stati Uniti contro la Germania, avvenuta nell'aprile del 1917. In seguito a questi fallimenti l'opposizione socialdemocratica tedesca riuscì a far cadere il governo di Theobald von Bethmann-Hollweg (12 luglio 1917) e, poco dopo, a novembre, anche lui. Ritiratosi a vita privata, morì nel 1940.